# San Pedro Soloma

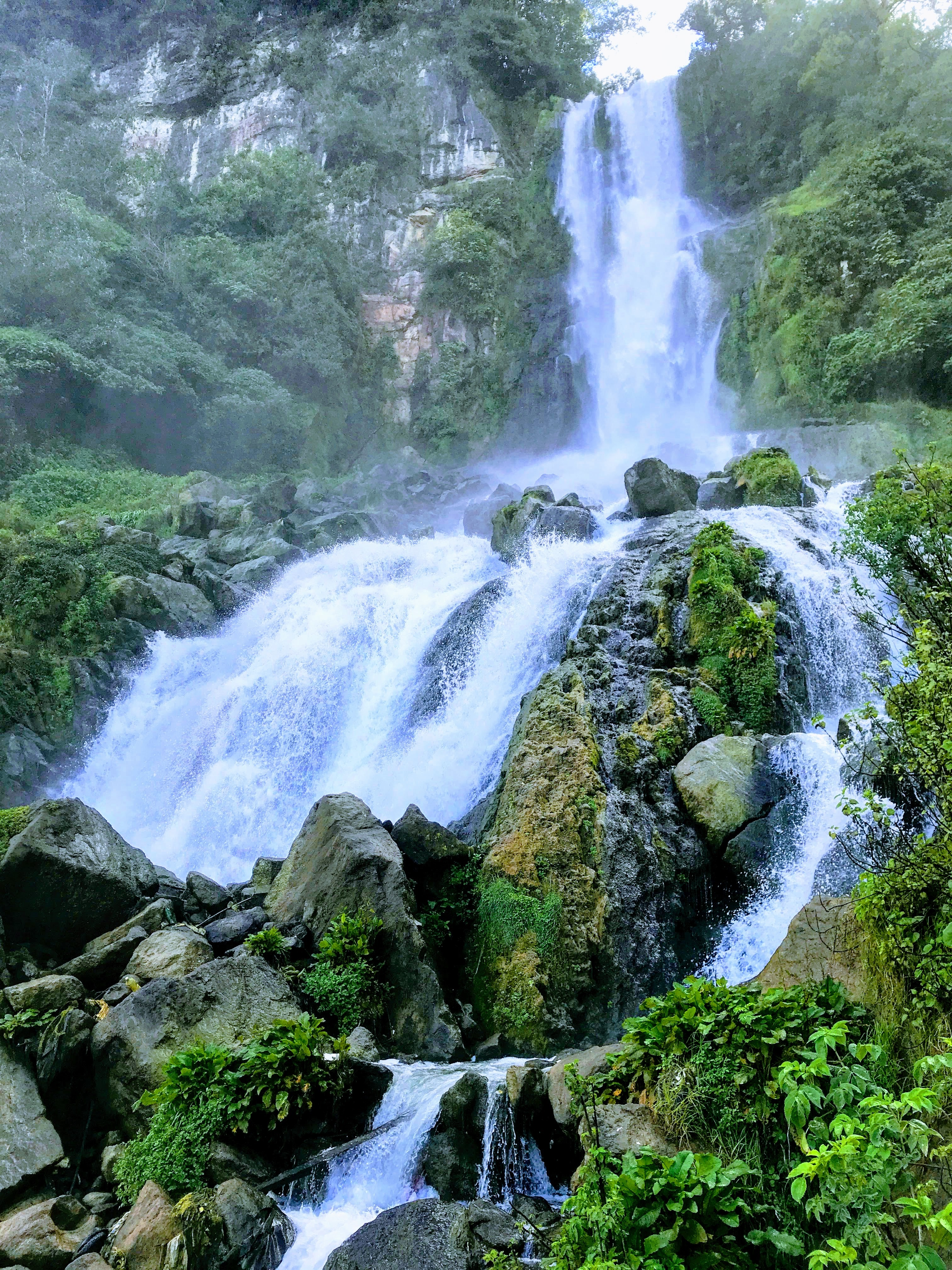
Una de las cataratas más altas de Guatemala, con una altura aproximada de 100 metros.

San Pedro Soloma («San Pedro»: en honor a su santo patrono Apóstol Pedro; «Solomá»: del náhuatl, «codorniz» o «estar sin sosiego»;  Tz'uluma'  en q'anjob'al) es un municipio del departamento de Huehuetenango de la región nor-occidente de la República de Guatemala.
Durante la época colonial fue el convento y doctrina de «San Pedro de Solomá» a cargo de los frailes mercedarios, y cuando estos tuvieron que entregar sus doctrinas al clero secular en 1754, pasó a ser uno de los once curatos de la Provincia y Alcaldía Mayor de Totonicapam, que en 1770 fue visitada por el arzobispo Pedro Cortés y Larraz quien realizó su visita pastoral en esos años.
Después de la Independencia de Centroamérica en 1821, perteneció al circuito de Totonicapam en el distrito N.º 9 (Totonicapán) para la impartición de justicia, en el territorio del departamento Totonicapán/Huehuetenango. Luego, en 1838, fue parte del territorio del Estado de Los Altos que los criollos liberales crearon en el occidente de Guatemala, pero este fue retomado por la fuerza por el general conservador guatemalteco Rafael Carrera en 1840.
El terremoto de San Perfecto en 1902 dañó severamente el poblado en 1902; posteriormente, debido a su proximidad con el departamento de Quiché, Soloma sufrió los efectos de la Guerra Civil de Guatemala entre 1960 y 1996.

## Toponimia

### Nombre castellano
Muchos de los nombres de los municipios y poblados de Guatemala constan de dos partes: el nombre del santo católico que se venera del día en que fueron fundados y una descripción con raíz náhuatl; esto se debe a que las tropas que invadieron la región en la década de 1520 al mando de Pedro de Alvarado estaban compuestas por soldados españoles y por indígenas tlaxcaltecas y cholultecas.
Así pues, el nombre de «San Pedro» le fue conferido en honor al Apóstol Pedro; por su parte, los orígenes del topónimo «Soloma», se encuentran en la raíz «zolomizah», que significa inquietud, y de la palabra náhuatl «zol» o «zolli» que significa codorniz. Sin embargo existen varias versiones sobre el origen del término Soloma; según Manuel García Elgueta, el término es un topónimo que proviene las palabras «zol» que significa «mirar recelosamente», «volver» y «dar vueltas observando con cuidado» y «zolomizah» que significa «estar sin sosiego».

### Nombre q'anjob'al
Los indígenas de los poblados generalmente se refieren al poblado con un nombre en su propia lengua.  En el caso de Soloma, el origen del nombre q'anjob'al podría tener dos orígenes:
1. Proviene del idioma q'anjob'al de los términos «Solom» que significa «cabeza» y «á» que significa «agua», y quiere decir «cabeza de agua / jícara de agua».
2. Proviene del vocablo «tz'uluma'», que a su vez proviene de «tz'ulum» que es el nombre de un árbol y el prefijo a', que significa «agua».  De esta forma, «Tzu'luma'» es el «lugar donde abundan los árboles».[cita requerida]

## Demografía
El municipio para el año 2022 según el Instituto Nacional de Estadística tiene una población proyectada aproximada de 64 772 habitantes, con una densidad de 245 personas por kilómetro cuadrado. Existe una población superior indígena representando el 96.40 % de la población total, y el 3.60 % es de la población es ladina.

## Geografía física
El municipio de San Pedro Soloma tiene una extensión territorial de 264 km².

### Clima
La cabecera municipal San Pedro Soloma tiene clima templado (Köppen: Cfb).
| Parámetros climáticos promedio de San Pedro Soloma | Parámetros climáticos promedio de San Pedro Soloma | Parámetros climáticos promedio de San Pedro Soloma | Parámetros climáticos promedio de San Pedro Soloma | Parámetros climáticos promedio de San Pedro Soloma | Parámetros climáticos promedio de San Pedro Soloma | Parámetros climáticos promedio de San Pedro Soloma | Parámetros climáticos promedio de San Pedro Soloma | Parámetros climáticos promedio de San Pedro Soloma | Parámetros climáticos promedio de San Pedro Soloma | Parámetros climáticos promedio de San Pedro Soloma | Parámetros climáticos promedio de San Pedro Soloma | Parámetros climáticos promedio de San Pedro Soloma | Parámetros climáticos promedio de San Pedro Soloma |
| Mes                                                | Ene.                                               | Feb.                                               | Mar.                                               | Abr.                                               | May.                                               | Jun.                                               | Jul.                                               | Ago.                                               | Sep.                                               | Oct.                                               | Nov.                                               | Dic.                                               | Anual                                              |
| -------------------------------------------------- | -------------------------------------------------- | -------------------------------------------------- | -------------------------------------------------- | -------------------------------------------------- | -------------------------------------------------- | -------------------------------------------------- | -------------------------------------------------- | -------------------------------------------------- | -------------------------------------------------- | -------------------------------------------------- | -------------------------------------------------- | -------------------------------------------------- | -------------------------------------------------- |
| Temp. máx. media (°C)                              | 20.3                                               | 20.7                                               | 22.5                                               | 22.8                                               | 21.4                                               | 20.5                                               | 20.0                                               | 20.5                                               | 20.2                                               | 19.3                                               | 20.2                                               | 20.6                                               | 20.8                                               |
| Temp. media (°C)                                   | 13.6                                               | 13.6                                               | 15.2                                               | 15.7                                               | 15.3                                               | 15.3                                               | 14.8                                               | 14.7                                               | 14.9                                               | 14.1                                               | 14.2                                               | 14.3                                               | 14.6                                               |
| Temp. mín. media (°C)                              | 6.9                                                | 6.5                                                | 8.0                                                | 8.7                                                | 9.3                                                | 10.2                                               | 9.7                                                | 9.0                                                | 9.7                                                | 9.0                                                | 8.2                                                | 8.0                                                | 8.6                                                |
| Precipitación total (mm)                           | 35                                                 | 25                                                 | 36                                                 | 76                                                 | 114                                                | 262                                                | 170                                                | 167                                                | 209                                                | 179                                                | 80                                                 | 13                                                 | 1366                                               |
| Fuente: Climate-Data.org                           |                                                    |                                                    |                                                    |                                                    |                                                    |                                                    |                                                    |                                                    |                                                    |                                                    |                                                    |                                                    |                                                    |

### Ubicación geográfica
Se encuentra a una distancia de 74 km de la cabecera departamental Huehuetenango y a 341 km de la Ciudad de Guatemala. Está completamente rodeado por municipios del departamento de Huehuetenango: 
- Norte y este: Santa Eulalia
- Oeste: San Rafael La Independencia
- Sur y este: San Juan Ixcoy[10]

|                                    | Norte: Santa Eulalia | Nordeste: Santa Eulalia              |
| Oeste: San Rafael La Independencia |                      | Este: Santa Eulalia y San Juan Ixcoy |
|                                    | Sur: San Juan Ixcoy  | Sureste: San Juan Ixcoy              |

## Gobierno municipal
Los municipios se encuentran regulados en diversas leyes de la República, que establecen su forma de organización, lo relativo a la conformación de sus órganos administrativos y los tributos destinados para los mismos.  Aunque se trata de entidades autónomas, se encuentran sujetos a la legislación nacional y las principales leyes que los rigen desde 1985 son:
| N.º | Ley                                                | Descripción |
| --- | -------------------------------------------------- | --- |
| 1   | Constitución Política de la República de Guatemala | Tiene una regulación legal específica para los municipios en los artículos 253 al 262. |
| 2   | Ley Electoral y de Partidos Políticos              | Ley de carácter constitucional aplicable a los municipios en el tema de la conformación de sus autoridades electas. |
| 3   | Código Municipal                                   | Decreto 12-2002 del Congreso de la República de Guatemala. Tiene la categoría de ley ordinaria y contiene preceptos generales aplicables a todos los municipios, e inclusive contiene legislación referente a la creación de los municipios.             |
| 4   | Ley de Servicio Municipal                          | Decreto 1-87 del Congreso de la República de Guatemala. Regula las relaciones entra la municipalidad y los servidores públicos en materia laboral. Tiene su base constitucional en el artículo 262 de la constitución que ordena la emisión de la misma. |
| 5   | Ley General de Descentralización                   | Decreto 14-2002 del Congreso de la República de Guatemala. Regula el deber constitucional del Estado, y por ende del municipio, de promover y aplicar la descentralización y desconcentración económica y administrativa.                                |

El gobierno de los municipios está a cargo de un Concejo Municipal mientras que el código municipal —ley ordinaria que contiene disposiciones que se aplican a todos los municipios— establece que «el concejo municipal es el órgano colegiado superior de deliberación y de decisión de los asuntos municipales […] y tiene su sede en la circunscripción de la cabecera municipal»; el artículo 33 del mencionado código establece que «[le] corresponde con exclusividad al concejo municipal el ejercicio del gobierno del municipio».
El concejo municipal se integra con el alcalde, los síndicos y concejales, electos directamente por sufragio universal y secreto para un período de cuatro años, pudiendo ser reelectos.
Existen también las Alcaldías Auxiliares, los Comités Comunitarios de Desarrollo (COCODE), el Comité Municipal del Desarrollo (COMUDE), las asociaciones culturales y las comisiones de trabajo. Los alcaldes auxiliares son elegidos por las comunidades de acuerdo a sus principios y tradiciones, y se reúnen con el alcalde municipal el primer domingo de cada mes, mientras que los Comités Comunitarios de Desarrollo y el Comité Municipal de Desarrollo organizan y facilitan la participación de las comunidades priorizando necesidades y problemas.
Los alcaldes que ha habido en el municipio son:
- 2016-2020: Gregorio López Joaquín

## Historia

### Conquista de Guatemala
El poblado que ocupa la cabecera municipal es bastante antiguo. Fue visitada en 1557 por el primer obispo, licenciado Francisco Marroquín. En 1549, se llevó a cabo la primera reducción de San Mateo Ixtatán bajo la supervisión de los misioneros dominicos, en el mismo tiempo que fue fundado Santa Eulalia, el asentamiento de reducción kanjobal. 
En 1559 el Oidor de la Real Audiencia, licenciado Alonso Zurita, ordenó que por ser muy pocos los indígenas repartidos en los pequeños poblados de San Andrés, San Sebastián, San Miguel y San Francisco Soloma, se juntaran donde está la cabecera bajo la advocación «San Pedro Soloma». y se hicieron otras reducciones kanjobales en San Juan Ixcoy y San Miguel Acatán.
Las encomiendas y reducciones no solamente organizaban a la población indígena como mano de obra forzada sino que era una manera de recompensar a aquellos españoles que se habían distinguido por sus servicios y de asegurar el establecimiento de una población española en las tierras recién descubiertas y conquistadas.  También servían como centro de culturización y de evangelización obligatoria pues los indígenas eran reagrupados por los encomenderos en pueblos llamados «Doctrinas», donde debían trabajar y recibir la enseñanza de la doctrina cristiana a cargo de religiosos de las órdenes regulares, y encargarse también de la manutención de los frailes.

### Época colonial: doctrina mercedaria

Escudo
mercedario.

En 1565 se creó la Provincia mercedaria de la Presentación de Guatemala; originalmente, la orden mercedaria había obtenido del obispo Francisco Marroquín varios curatos en el valle de Sacatepéquez y Chimaltenango, pero los cambiaron con los dominicos por el área de la Sierra de los Cuchumatanes. Durante la primera parte del siglo xvii tenían a su cargo la evangelización de algunos pueblos alrededor de la ciudad de Santiago de los Caballeros de Guatemala, que con el paso del tiempo pasaron a formar parte de la ciudad; dichos pueblos fueron Espíritu Santo, Santiago, San Jerónimo y San Antón —que funcionaba como la cabecera de su encomienda y vicaría y en donde estaba el convento que tenían los mercedarios y que asistía el comendador, cura y coadjutor de la orden.
Según la relación del obispo Juan de las Cabezas en 1613 y las actas de visita pastoral del arzobispo Pedro Cortés y Larraz en 1770, los mercedarios llegaron a tener a su cargo nueve doctrinas, y sus muchos anexos, que eran: Santa Ana de Malacatán, Concepción de Huehuetenango, San Pedro de Solomá, Nuestra Señora de la Purificación de Jacaltenango, Nuestra Señora de la Candelaria de Chiantla, San Andrés de Cuilco, Santiago de Tejutla, San Pedro de Sacatepéquez, y San Juan de Ostuncalco.
En 1754, debido a las reformas borbónicas impulsadas por la corona española, los mercedarios y el resto del clero regular tuvieron que transferir sus doctrinas y curatos al clero secular, por lo que la orden perdió su doctrina en Soloma.
En 1770, el arzobispo Pedro Cortés y Larraz visitó la parroquia que denominó San Pedro Zulema, Zoloma o Sulumá. San Pedro Soloma sufrió con los terremotos de Santa Marta en 1773, que fueron severos en la ciudad de Santiago de Guatemala, el pueblo quedó arruinado y caídas sus principales construcciones, entre ellas su iglesia. La mitad de San Pedro Soloma fue destruida por un incendio en 1884.

### Tras la Independencia de Centroamérica
El Estado de Guatemala fue definido de la siguiente forma por la Asamblea Constituyente de dicho estado que emitió la constitución del mismo el 11 de octubre de 1825: «el estado conservará la denominación de Estado de Guatemala y lo forman los pueblos de Guatemala, reunidos en un solo cuerpo.  El estado de Guatemala es soberano, independiente y libre en su gobierno y administración interior.»
Soloma fue uno de los municipios originales del Estado de Guatemala en 1825; era parte del departamento de Totonicapán/Huehuetenango, cuya cabecera era Totonicapam e incluía a Momostenango, Nebaj, Huehuetenango, Malacatán, Soloma, Jacaltenango, y Cuilco.

### El efímero Estado de Los Altos

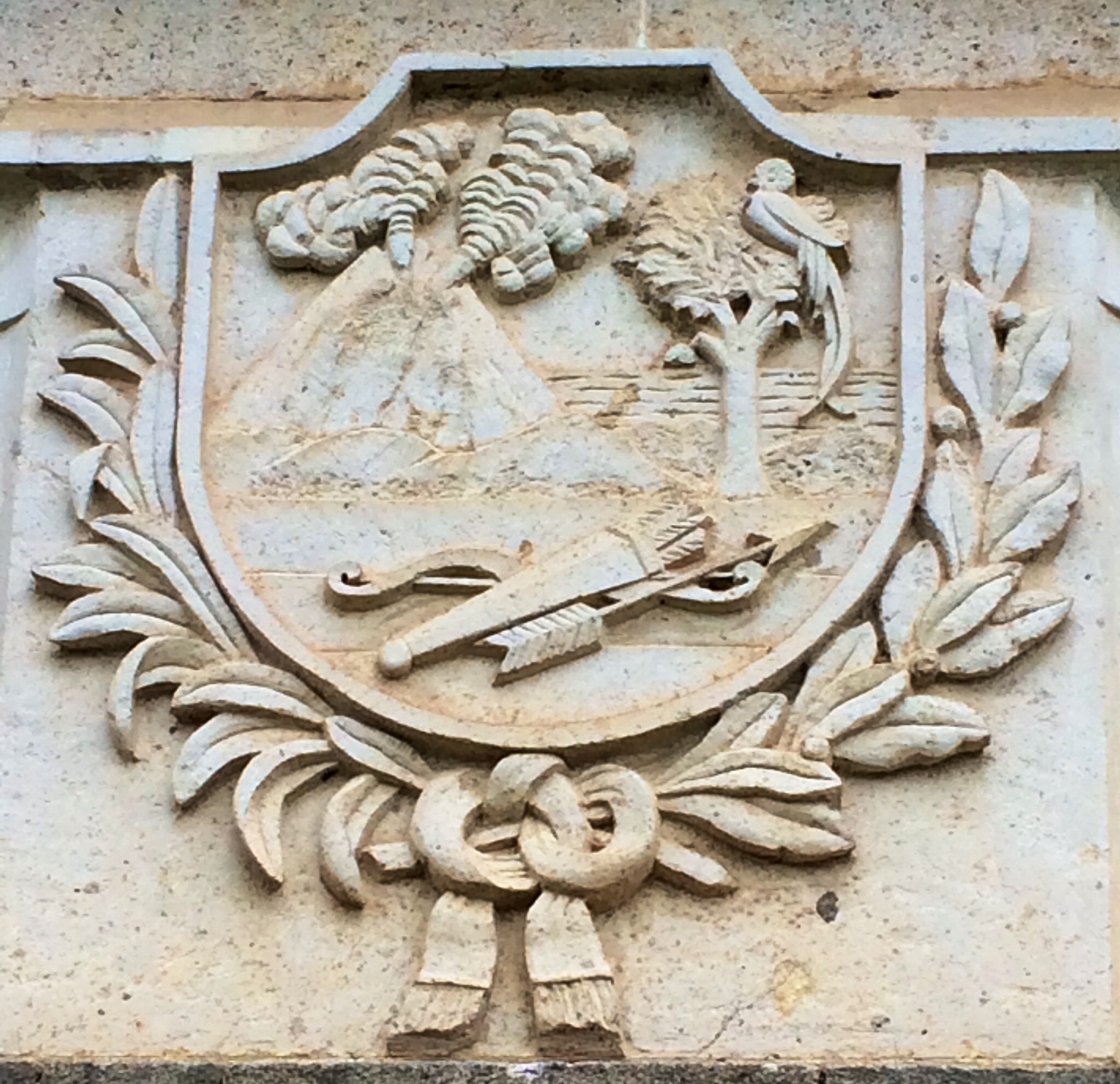
Escudo del Estado de los Altos

A partir del 3 de abril de 1838, San Pedro Soloma fue parte de la región que formó el efímero Estado de Los Altos, el cual fue autorizado por el Congreso de la República Federal de Centro América el 25 de diciembre de ese año forzando a que el Estado de Guatemala se reorganizara en siete departamentos y dos distritos independientes el 12 de septiembre de 1839:
- Departamentos: Chimaltenango, Chiquimula, Escuintla, Guatemala, Mita, Sacatepéquez, y Verapaz
- Distritos: Izabal y Petén[23]

El 25 de enero de 1840 tras meses de tensión se produjo la guerra entre ambos estados, y el general Rafael Carrera venció a las fuerzas del general Agustín Guzmán e incluso apresó a este mientras que el general Doroteo Monterrosa venció a las fuerzas altenses del coronel Antonio Corzo el 28 de enero.  El gobierno quetzalteco colapsó entonces, pues aparte de las derrotas militares, los poblados indígenas abrazaron la causa conservadora de inmediato; al entrar a Quetzaltenango al frente de dos mil hombres, Carrera fue recibido por una gran multitud que lo saludaba como su «libertador».
Carrera impuso un régimen duro y hostil para los liberales altenses, pero bondadoso para los indígenas de la región —derogando el impuesto personal que les habían impuesto las autoridades altenses— y para los eclesiásticos restituyendo los privilegios de la religión católica. El 26 de febrero de 1840 el gobierno de Guatemala colocó a Los Altos bajo su autoridad y el 13 de agosto de nombró al corregidor de la región, el cual servía también como comandante general del ejército y superintendente.

### Terremoto de San Perfecto en 1902
El 12 de noviembre de 1901 se estableció la oficina telegráfica y los desastres naturales de 1902 —Terremoto de San Perfecto y erupción catastrófica del Volcán Santa María— destruyeron parte del pueblo.
El 20 de mayo de 1952 se aprobó el contrato celebrado con Mario Recinos Bermer, como apoderado de Alfonso Recinos Solís y Compañía Limitada, para la explotación de la mina Tres Cerritos, el Contrato se canceló el 15 de febrero de 1957. En marzo de 1973, se amplió y modificó el actual cementerio. En 1975, se inicia la producción de manzana, cultivo que en la actualidad está en abandono. 
En períodos más recientes, debido a su vecindad con el departamento de El Quiché, la población en general sufrió los embates del Guerra Civil de Guatemala con los procesos migratorios que se dieron y afectaron principalmente a la población ladina, quien se trasladó de forma permanente a otros departamentos de la República. La población indígena migró de forma temporal y en los últimos tiempos, la migración de la población fue por la vía laboral; inicialmente por el traslado en épocas de cosecha a territorios de la Boca Costa del país y posteriormente al sur de la República Mexicana y distintos estados de la Unión Americana.

## Indumentaria típica

### El traje q'anjob'al
Los llamados «trajes típicos» de Guatemala son prendas características que utilizan los pobladores de determinadas regiones o poblados; estos fueron impuestos a los indígenas conquistados por los encomenderos, curas reductores y frailes doctrineros luego de la Conquista en el siglo xvi; la finalidad de estos atuendos era identificar fácilmente a que región pertenecían los indígenas y evitar migraciones descontroladas.  Tras la Independencia de Centroamérica los trajes se mantuvieron entre los indígenas por costumbre, pues las prendas eran heredades de generación a generación.

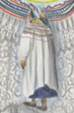
Mujer de San Pedro Soloma, traje típico
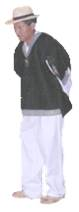
Traje típico del hombre
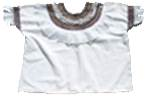
Segundo huipil para mujer

### Traje típico de la mujer
Huipil: En la región q'anjobal confeccionaban su traje a base de algodón (TENUQ) que era traído desde la ciudad de Mazatenango (KALKUCHEJ). La tela era rústica. Los hombres usaban pantalón corto de color blanco hasta la rodilla. La camisa era de la misma tela y color. 

### Traje típico del hombre
El traje típico del hombre es el CAPISHAY (Ropil, lopil, lopilej). Se comenzó a usar cuando llegaron las ovejas. Los capishayes llevaban un bolsillo y lo amarraban en la cintura con la misma lana. La ropa era igual para todos; el único que cargaba una chamarra negra era el Alcalde Rezador. Los hombres usaban sombrero de palma que lo traían desde Cobán; esto se hacía a base de caña de trigo al que llamaban IB'ATX WONITEJ (q'oxq'om, q'ox). 

### El Snuq' Kolej
La mujer solomera años anteriores usaba un corte color rojo. A través del tiempo comenzó a llevar trencillo y otros adornos que significa la organización. Snuq'Kolej En la mujer q'anjobal actualmente hay una tendencia a no usar el güipil largo, sino el SNUQ'KOLEJ conocido como cuello de güipil o blusa. Actualmente se observa el uso de trajes típicos de otras etnias.